# Michael Onwenu
Michael Onwenu (Detroit, 10 dicembre 1997) è un giocatore di football americano statunitense che milita nel ruolo di offensive guard per i New England Patriots della National Football League (NFL).

## Carriera

### New England Patriots
Onwenu al college giocò a football con i Michigan Wolverines dal 2016 al 2019. Fu scelto nel corso del sesto giro (182º assoluto) del Draft NFL 2020 dai New England Patriots. A causa degli infortuni iniziò la stagione giocando in vari ruoli della offensive line. Nella settimana 3 contro i Las Vegas Raiders disputò la prima partita come guardia sinistra titolare. A fine stagione fu inserito nella formazione ideale dei rookie dalla Pro Football Writers Association.

## Palmarès
- PFWA All-Rookie Team - 2020